# Botomoju
Il Botomoju (in russo Ботомою?) è un fiume della Russia siberiana orientale (Repubblica Autonoma della Jacuzia), affluente di destra del Viljuj.
Nasce dal versante settentrionale delle alture della Lena, scorrendo successivamente con direzione nord-occidentale fino a sfociare nel medio corso del Viljuj, alcune decine di chilometri a monte della importante città di Njurba. I maggiori affluenti del Botomoju sono i piccoli fiumi Atyjach (36 km) e Bes-Jurjach (31 km) dalla destra idrografica, Tete (47 km) dalla sinistra.
Il fiume è gelato, mediamente, da metà ottobre a maggio.